# Mistrzostwa Świata w Lekkoatletyce 1987 – skok o tyczce mężczyzn

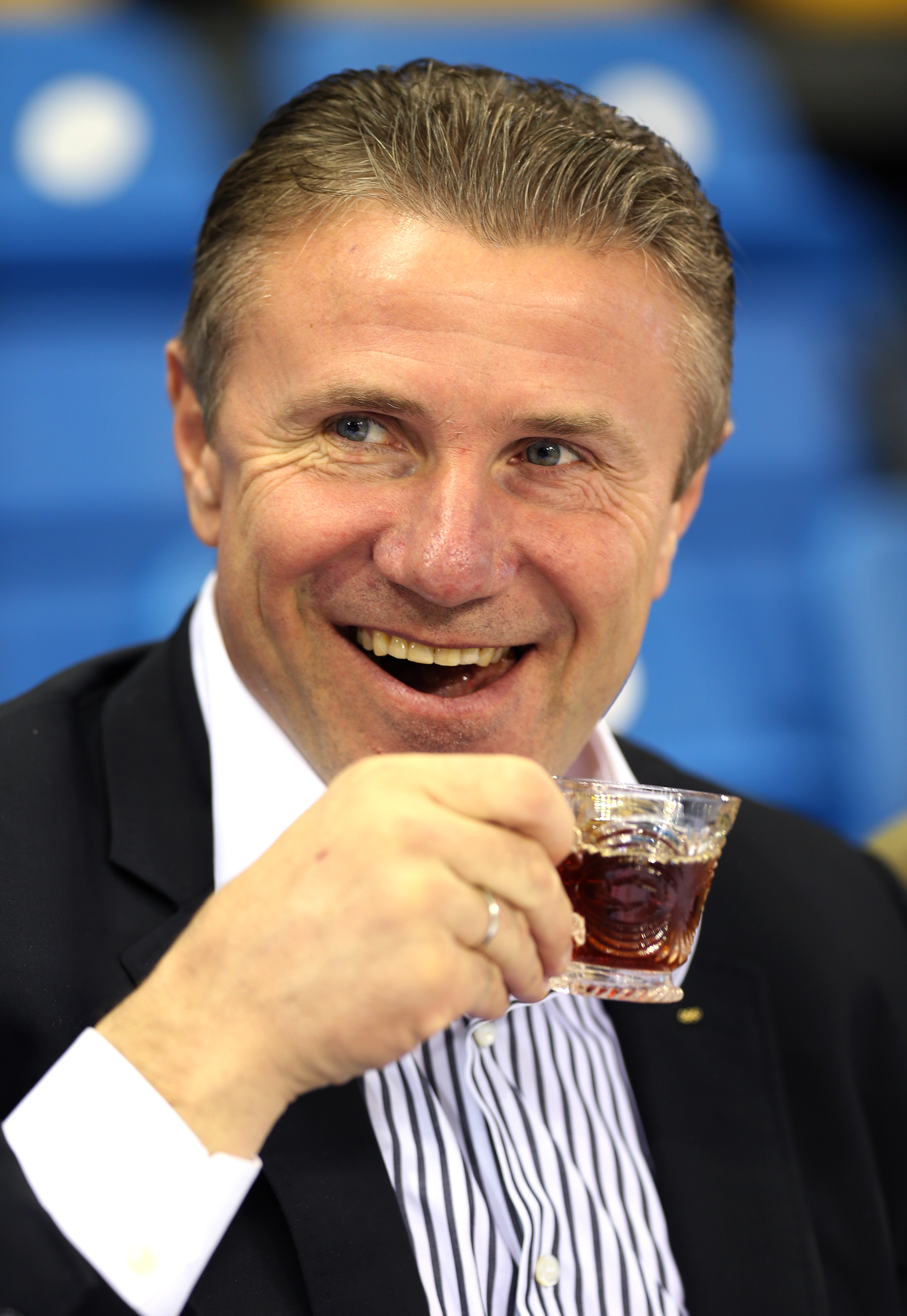
Mistrz świata Serhij Bubka

Skok o tyczce mężczyzn – jedna z konkurencji technicznych rozgrywanych podczas lekkoatletycznych mistrzostw świata w 1987 na Stadionie Olimpijskim w Rzymie.
Zwycięzcą został Serhij Bubka ze Związku Radzieckiego, który tym samym obronił tytuł zdobyty na poprzednich mistrzostwach.

## Terminarz
| Data       |              |
| ---------- | ------------ |
| 3 września | Kwalifikacje |
| 5 września | Finał        |

## Rekordy
|                          | Zawodnik     | Wynik | Miejsce  | Data                  |
| ------------------------ | ------------ | ----- | -------- | --------------------- |
| Rekord świata            | Serhij Bubka | 6,03  | Praga    | 23 czerwca 1987(dts)  |
| Rekord mistrzostw świata | Serhij Bubka | 5,70  | Helsinki | 14 sierpnia 1983(dts) |

## Wyniki

### Kwalifikacje
Zawodnicy startowali w dwóch grupach. Minimum kwalifikacyjne wynosiło 5,55 m. Do finału awansowali skoczkowie, którzy uzyskali minimum (Q) lub 12 skoczków z najlepszymi wynikami, jednak dopuszczono do finału 14 skoczków (q).
| Pozycja | Grupa | Zawodnik             | Państwo           | Wynik | Uwagi |
| ------- | ----- | -------------------- | ----------------- | ----- | ----- |
| 1       | A     | Serhij Bubka         | ZSRR              | 5,55  | Q     |
| 1       | A     | Marian Kolasa        | Polska            | 5,55  | Q     |
| 1       | B     | Earl Bell            | Stany Zjednoczone | 5,55  | Q     |
| 1       | B     | Aleksandrs Obižajevs | ZSRR              | 5,55  | Q     |
| 1       | B     | Ferenc Salbert       | Francja           | 5,55  | Q     |
| 6       | A     | Atanas Tyrew         | Bułgaria          | 5,50  | q     |
| 6       | B     | Dełko Lesow          | Bułgaria          | 5,50  | q     |
| 6       | B     | Nikołaj Nikołow      | Bułgaria          | 5,50  | q     |
| 6       | B     | Thierry Vigneron     | Francja           | 5,50  | q     |
| 10      | A     | Hermann Fehringer    | Austria           | 5,40  | q     |
| 10      | A     | Rodion Gataullin     | ZSRR              | 5,40  | q     |
| 10      | A     | Zdeněk Lubenský      | Czechosłowacja    | 5,40  | q     |
| 10      | B     | Gianni Stecchi       | Włochy            | 5,40  | q     |
| 10      | B     | Miro Zalar           | Szwecja           | 5,40  | q     |
| 15      | A     | Bernhard Zintl       | RFN               | 5,30  |       |
| 16      | A     | Timo Kuusisto        | Finlandia         | 5,20  |       |
| 16      | B     | Mirosław Chmara      | Polska            | 5,20  |       |
| 18      | A     | Liang Xueren         | Chiny             | 5,10  |       |
| 19      | A     | István Bagyula       | Węgry             | 5,00  |       |
| –       | A     | Philippe Collet      | Francja           | NM    |       |
| –       | A     | Billy Olson          | Stany Zjednoczone | NM    |       |
| –       | B     | Joe Dial             | Stany Zjednoczone | NM    |       |
| –       | B     | Bob Ferguson         | Kanada            | NM    |       |
| –       | B     | Kimmo Kuusela        | Finlandia         | NM    |       |

### Finał
| Poz. | Zawodnik             | Reprezentacja     | 5,30 | 5,40 | 5,50 | 5,60 | 5,70 | 5,75 | 5,80 | 5,85 | 6,05 | Wynik | Uwagi |
| ---- | -------------------- | ----------------- | ---- | ---- | ---- | ---- | ---- | ---- | ---- | ---- | ---- | ----- | ----- |
| 01 ! | Serhij Bubka         | ZSRR              | –    | –    | –    | –    | o    | –    | –    | o    | xxx  | 5,85  | CR    |
| 02 ! | Thierry Vigneron     | Francja           | –    | –    | o    | –    | o    | –    | xo   | xxx  |      | 5,80  |       |
| 03 ! | Rodion Gataullin     | ZSRR              | –    | –    | –    | o    | xo   | –    | xo   | xxx  |      | 5,80  |       |
| 4.   | Marian Kolasa        | Polska            | –    | –    | o    | xo   | xxo  | –    | xxo  | xxx  |      | 5,80  | =     |
| 5.   | Earl Bell            | Stany Zjednoczone | –    | o    | –    | o    | o    | xxx  |      |      |      | 5,70  |       |
| 5.   | Nikołaj Nikołow      | Bułgaria          | –    | o    | –    | o    | o    | xx–  | x    |      |      | 5,70  |       |
| 7.   | Dełko Lesow          | Bułgaria          | –    | o    | –    | o    | xxx  |      |      |      |      | 5,60  |       |
| 8.   | Atanas Tyrew         | Bułgaria          | –    | o    | –    | xo   | x–   | xx   |      |      |      | 5,60  |       |
| 9.   | Aleksandrs Obižajevs | ZSRR              | –    | –    | o    | –    | xxx  |      |      |      |      | 5,50  |       |
| 10.  | Ferenc Salbert       | Francja           | –    | –    | xo   | –    | –    | xxx  |      |      |      | 5,50  |       |
| 11.  | Gianni Stecchi       | Włochy            | o    | xo   | xx–  | x    |      |      |      |      |      | 5,40  |       |
| 12.  | Miro Zalar           | Szwecja           | xo   | –    | xxx  |      |      |      |      |      |      | 5,30  |       |
| –    | Hermann Fehringer    | Austria           | –    | xxx  |      |      |      |      |      |      |      | NM    |       |
| –    | Zdeněk Lubenský      | Czechosłowacja    | xxx  |      |      |      |      |      |      |      |      | NM    |       |